# Wijnbouw in Israël

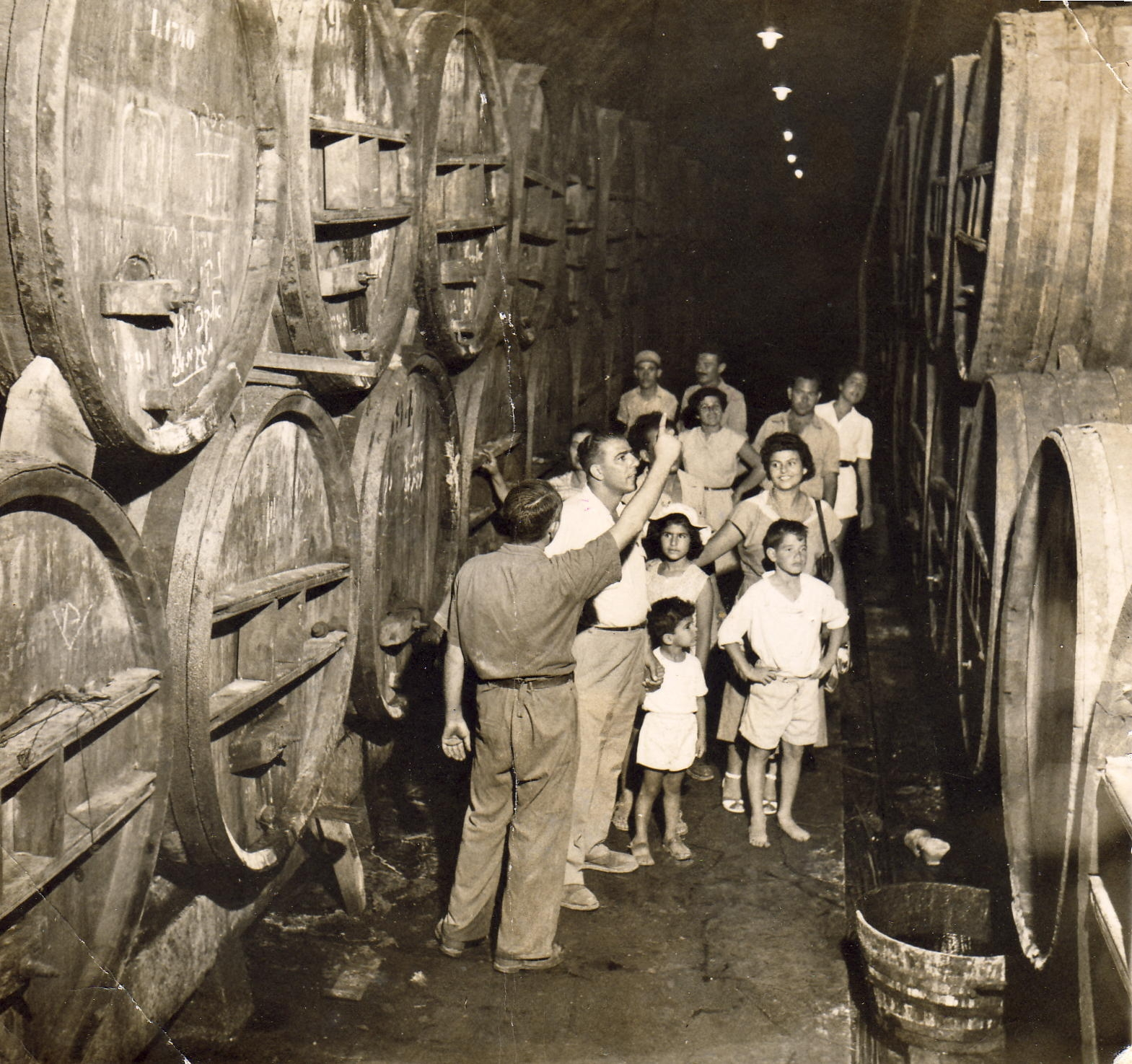
Rondleiding bij de wijngaard van Zichron Yaakov in 1945

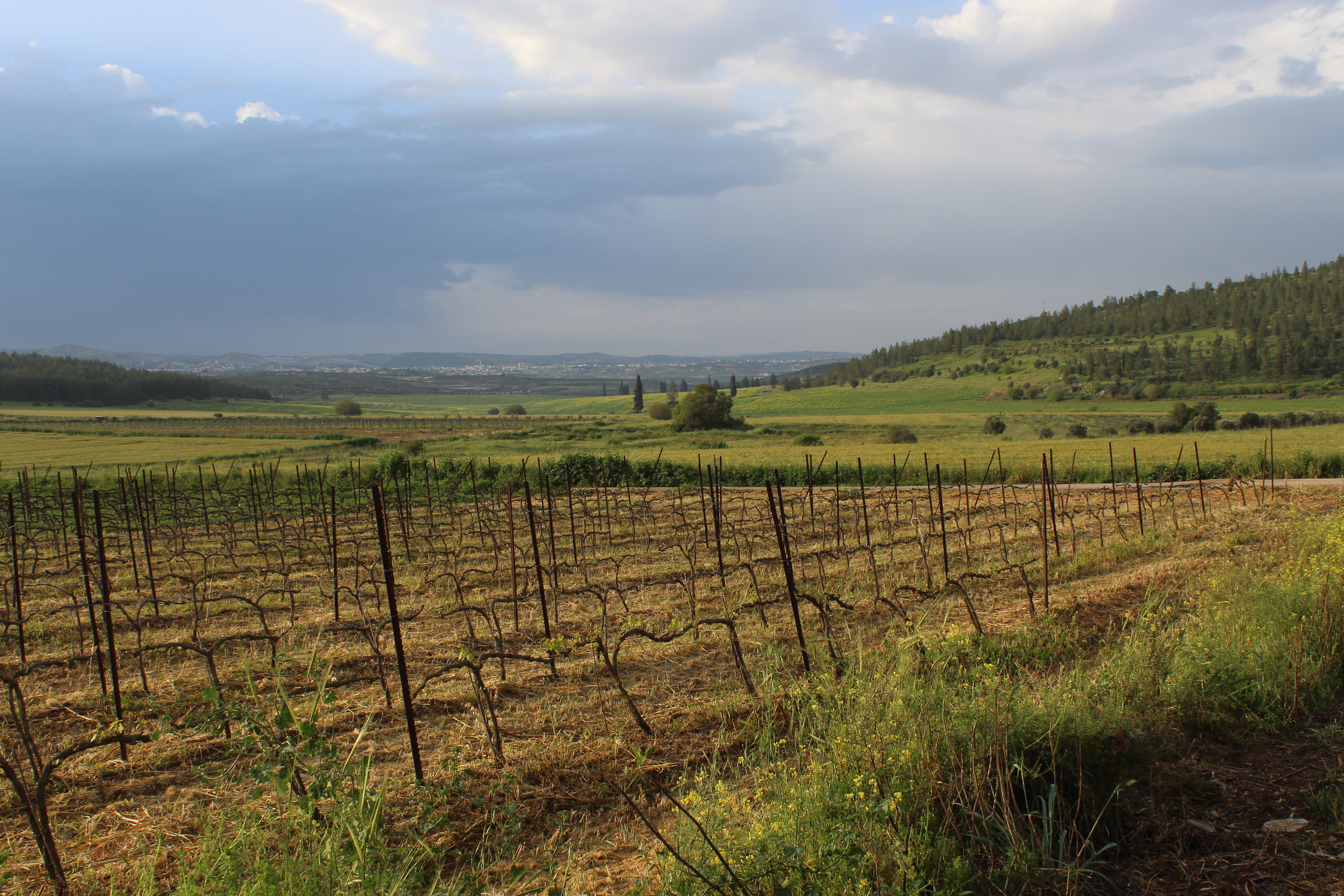
Wijngaarden in de Elahvallei

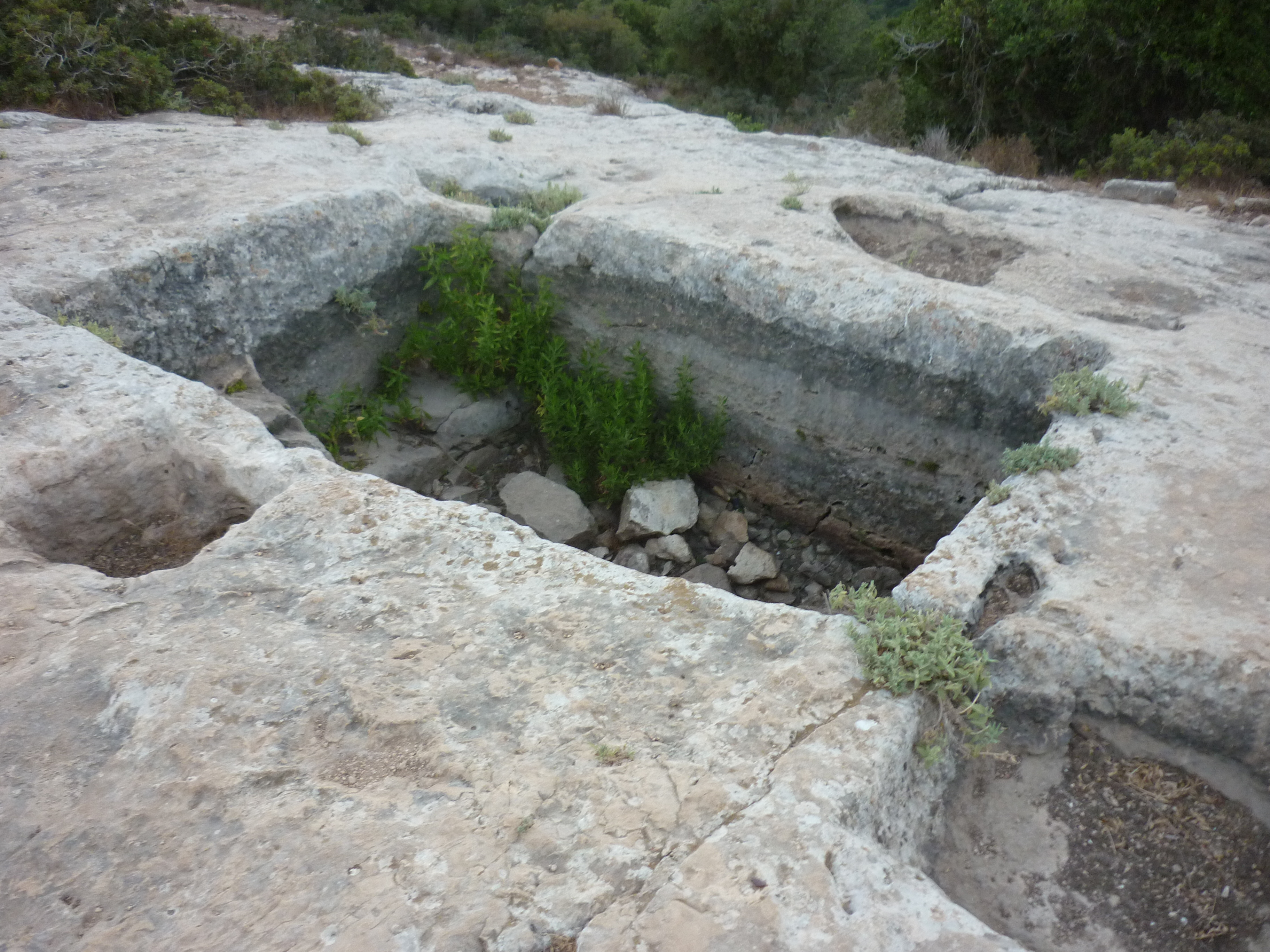
Overblijfselen van een antieke wijnpersbak in Hirbat_Sumek

In Israël worden druiven geteeld en wordt wijn geproduceerd. De oppervlakte bedraagt ongeveer 6000 hectare. Israël exporteert wijnen naar de Verenigde Staten en Canada maar ook naar Europa, de export bedroeg in 2017 ongeveer 50 miljoen dollar. Er zijn enkele streken in Israël waar wijn verbouwd wordt: Karmelgebergte, Samson (Sjimsjon) en in de Negev (Hanegev). Op de Golanhoogten wordt ook wijn verbouwd. Sinds de militaire bezetting ervan door Israël is de productie hiervan ook in handen van Israël. De noordelijke streken zijn relatief droog en koel, in het zuiden is het droger en is irrigatie benodigd.
Wijn is belangrijk in de Israëlische cultuur. In de Torah zijn talloze verwijzingen te vinden hiernaar. In de erediensten wordt koosjere wijn) gebruikt.

## Geschiedenis
De wijnbouw is in Israël al zeer lang aanwezig. In het Oude Testamant van de bijbel wordt al vermelding gemaakt van wijngaarden (1 Koningen 21, wijngaard van Naboth, circa 800 voor Christus). In het bijbelboek Jesaja zijn aanwijzingen te vinden voor het bouwen van een wijngaard. Ook in het Nieuwe Testament zijn talloze verwijzingen naar wijnbouw te vinden. Een bekende gelijkenis is de gelijkenis van de arbeiders in de wijngaard. Wijn speelde een belangrijke rol in de cultuur van het toenmalige Israel, zie ook het verhaal over de bruiloft te Kana.
Na de verwoesting van Jeruzalem in het jaar 70 kwam het land grotendeels braak te liggen. Waarschijnlijk is er alle eeuwen door wel wijnbouw geweest. Tijdens de kruistochten stichtten christenen kloosters in het land, waarbij ook wijn werd verbouwd. Tijdens de Ottomaanse periode werd wijnbouw beperkt, vanwege de moeizame verhouding tussen de islam en alcohol. In de 19e eeuw worden weer op grotere schaal wijngaarden aangelegd door terugkerende Joden. 
De wijnen werden voornamelijk geproduceerd voor de erediensten (koosjere wijn). In de jaren '60 werden in de Karmel de eerste tafelwijnen geproduceerd. Mede door technologie en knowhow uit Frankrijk en de Verenigde Staten nam de wijnbouw in de jaren '90 zeer sterk toe, een groei die zich doorzette in het begin van de 21e eeuw.

## Wijnbouwgebieden
Galilea is het meest noordelijke wijngebied. Een belangrijk wijngebied is de Karmel. De naam Karmel is mogelijk afkomstig van het Hebreeuwse kerem el dat wijngaard van God betekent. Baron Edmond de Rothschild liet in de twintigste eeuw in het Mandaatgebied Palestina een groot deel van de Karmel met wijnstokken beplanten, met hulp van Franse expertise op het gebied van de oenologie. De Karmel is nog altijd een belangrijk wijngebied. Carmel Mizrahi, Israëls grootste wijnproducent maakt wijnen in Zichron Yaakov (op de Karmelberg) en in Rishon LeZion (ten zuiden van Tel Aviv). De bodem In Galilea bestaat deels uit vulkanisch gesteente. Druivenrassen zoals Sauvignon Blanc, Cabernet Sauvignon en Merlot doen het goed.
Het wijngebieden in het midden van het land; Shomron en Samson liggen aan de Middellandse Zee. De winters zijn hier regenachtig, de zomers warm. Veel Franse wijnen zijn hier aangeplant. In 1892 werd hier het wijnhuis ‘Zihkron Ya’acov’ geopend met behulp van gelden van Edmond James de Rothschild. Bij Latrun werd sinds 1890 wijn geproduceerd door de Trappisten van de Abdij van Latrun. Dit christelijke Palestijnse dorp, aan de weg van Jeruzalem naar Tel Aviv/Jaffa, werd in de Zesdaagse Oorlog van 1967 door het Israëlische defensieleger verwoest. 
Op de westelijke Jordaanoever wordt wijn verbouwd bij de Israëlische nederzettingen, evenals in de Israëlische kolonies op de Golanhoogten van Syrië, waar de irrigatie voornamelijk kunstmatig plaatsvindt. Zowel Palestijnen als Israëlische kolonisten verbouwen wijn in deze gebieden.
De wijngaarden van Hanegev liggen in het noorden van de Negevwoestijn. De wijnstokken zijn op hoogte aangeplant en worden dusdanig opgebonden dat de druiven in de schaduw hangen. Met behulp van irrigatie is in dit gebied wijnbouw mogelijk gemaakt, wat onder normale omstandigheden gezien de hitte en droogte niet mogelijk zou zijn.